# پائولو فریرا
پائولو رناتو ربچو فریرا (به پرتغالی: Paulo Renato Rebocho Ferreira) (زاده ۱۸ ژانویه ۱۹۷۹ در پرتغال) فوتبالیست پرتغالی است. پست اصلی فریرا دفاع راست است اما گهگاه در دفاع وسط و دفاع چپ نیز بازی می‌کند.

## افتخارات

### پورتو
- لیگ برتر فوتبال پرتغال (۲): ۰۳–۲۰۰۲، ۰۴–۲۰۰۳
- جام حذفی فوتبال پرتغال (۱): ۲۰۰۳
- سوپر جام فوتبال پرتغال (۲): ۲۰۰۳، ۲۰۰۴
- لیگ اروپا (۱): ۲۰۰۳
- لیگ قهرمانان اروپا (۱): ۲۰۰۴

### چلسی
- لیگ برتر فوتبال انگلستان (۳): ۰۵–۲۰۰۴، ۰۶–۲۰۰۵، ۱۰–۲۰۰۹
- جام حذفی فوتبال انگلستان (۴): ۲۰۰۷, ۲۰۰۹, ۲۰۱۰, ۲۰۱۲
- جام خیریه انگلستان (۲): ۲۰۰۵, ۲۰۰۹
- کارلینگ کاپ (۲): ۲۰۰۵, ۲۰۰۷
- لیگ قهرمانان اروپا (۱): ۲۰۱۰
- لیگ اروپا (۱): ۲۰۱۳